# Relaciones México-Sri Lanka
Las naciones de México y Sri Lanka establecieron relaciones diplomáticas en 1960.  Ambas naciones son miembros de las Naciones Unidas.

## Historia
México y Sri Lanka establecieron relaciones diplomáticas el 19 de abril de 1960. En junio de 1975, la Primera ministra de Sri Lanka Sirimavo Bandaranaike realizó una visita a la Ciudad de México para asistir a la Primera Conferencia Mundial sobre la Mujer. Un mes después, en julio de 1975, el presidente mexicano Luis Echeverría realizó una visita de estado a Sri Lanka. Durante la visita, el presidente Echeverría se reunió con la Primera ministra de Sri Lanka, Sirimavo Bandaranaike, y discutieron temas bilaterales y asuntos internacionales de intereses común. Ambos mandatarios se unieron a la oportunidad de continuar el diálogo iniciado durante la visita oficial que la Primera  ministra realizó a México en junio de 1975. Ambos mandatarios también expresaron su satisfacción por los crecientes vínculos entre México y Sri Lanka y acordaron intensificarlos aún más, especialmente en los campos de comercio, cultura, ciencia y tecnología.
En agosto de 1976, el secretario de Relaciones Exteriores de México, Alfonso García Robles, realizó una visita a Sri Lanka para asistir a la conferencia del Movimiento de Países No Alineados en Colombo. En 1995, México abrió un consulado honorario en Colombo.
En septiembre de 2010, el Viceministro de Asuntos Externos, Gitanjana Gunawardena, representó a Sri Lanka en la celebración del Bicentenario de la Independencia de México en la Ciudad de México. En noviembre del mismo año, el Viceministro Gunawardena regresó nuevamente a México para asistir al cuarto Foro Mundial sobre Migración y Desarrollo que se celebró en Puerto Vallarta. Mientras estuvo en Puerto Vallarta, el Viceministro Gunawardena se reunió con la subsecretaria de Relaciones Exteriores de México, Lourdes Aranda Bezaury, y ambos funcionarios acordaron la necesidad de promover mayores contactos bilaterales a través de visitas recíprocas y reuniones en foros multilaterales, con el propósito de ampliar el entendimiento entre los dos países y promoviendo temas de interés común. En diciembre de 2010, el ministro de Medio Ambiente de Sri Lanka, Ranepura Samaratunga, realizó una visita a México para asistir a la Conferencia de las Naciones Unidas sobre el Cambio Climático de 2010.
En 2012, Sri Lanka abrió un consulado honorario en la Ciudad de México. En 2023, ambas naciones celebraron 63 años de relaciones diplomáticas.

## Visitas de alto nivel
Visitas de alto nivel de México a Sri Lanka
- Presidente Luis Echeverría (1975)
- Secretario de Relaciones Exteriores Alfonso García Robles (1976)

Visitas de alto nivel de Sri Lanka a México
- Primera ministra Sirimavo Bandaranaike (1975)
- Viceministro de Asuntos Externos Gitanjana Gunawardena (septiembre y noviembre de 2010)
- Ministro del Medio Ambiente Ranepura Samaratunga (2010)

## Acuerdos bilaterales
Ambas naciones han firmado un Acuerdo para el Establecimiento de un Mecanismo de Consultas en Asuntos de Interés Común (2023). El gobierno mexicano ofrece cada año becas para ciudadanos de Sri Lanka para estudiar estudios de posgrado en instituciones mexicanas de educación superior.

## Comercio
En 2023, el comercio entre México y Sri Lanka ascendió a $322.4 millones de dólares. Las principales exportaciones de México a Sri Lanka incluyen: productos de base química, alcohol, productos vegetales, teléfonos y teléfonos móviles, y aparatos e instrumentos de pesaje. Las principales exportaciones de Sri Lanka a México incluyen: ropa, canela, té, piezas de maquinaria, neumáticos, utensilios de cocina, coco y aceite de coco.

## Misiones diplomáticas
- México está acreditado a Sri Lanka a través de su embajada en Nueva Delhi, India y mantiene un consulado honorario en Colombo.[11]
- Sri Lanka está acreditado a México a través de su embajada en Washington D. C., Estados Unidos y mantiene un consulado honorario en la Ciudad de México.[12][13]